# Ernest-Antony Guillaume
Antony Amand Ernest Guillaume, alias Ernest Guillaume de Chiffreville, né à Paris le 3 février 1831 et mort à Cauterets (Hautes-Pyrénées) le 3 août 1884, est un artiste peintre français connu sous le nom d'Ernest-Antony Guillaume.

## Biographie
Peintre de genre et paysagiste, élève de François Victor Eloi Biennourry, il débute au salon de 1857 puis participe à celui de 1859 et obtient une mention honorable lors du salon de 1863.
Ernest Guillaume est décoré de la Légion d'honneur en mai 1871 au titre de sa participation à la Guerre franco-allemande de 1870 en qualité de chef de bataillon commandant le 1er bataillon de la Garde nationale mobile du département de l'Eureoù il était alors propriétaire du château de Fours-en-Vexin.
Sa trace artistique se perd après 1878 et ses dernières toiles, portant des titres italiens, se trouvent au Musée Poldi-Pezzoli de Milan. 
Ernest Guillaume de Chiffreville était propriétaire à Saint-Raphaël (Var) en 1884.

## Œuvres
- Un grain dans les dunes, 1857 (Voir)
- Souvenir du Morbihan, 1857
- Le Médecin n'y peut rien, 1857
- Les ravaudeuses sur la plage
- Campement arabe
- Chemin de la source de Mauhoura, à Cauterêts
- Souvenir des Pyrénées
- Un Vocero en Corse, 1863
- Paesaggio con alberi, v. 1878, Museo Poldi Pezzoli, Milan (Voir)
- Paesaggio, v. 1878, Museo Poldi Pezzoli, Milan (Voir)